# Ентропия (компютри)
В компютрите, ентропията е съчетание от произволни данни, събирани от операционната система или приложенията за да се използват за криптографски или други цели, които ги изискват.
Произволностите се събират от случайни събития с хардуерни източници, като например движението на мишката.

## Ентропия в Линукс
Ядрото на Линукс генерира ентропия на базата на прекъсванията на клавиатурата, движенията на мишката, и интервалите по време на работа на IDE устройствата.
На операционните системи, базирани на ядрото на Линукс, приложенията могат да четат произволни данни, генерирани чрез ентропия от /dev/urandom и /dev/random/.

## Ентропия в Windows
Microsoft Windows операционните системи, по нови от 95A предлагат специално API - CryptoAPI (наричано още CAPI), което също като /dev/random в Линукс събира произволни данни, базирани на случайни събития с хардуерни източници.
CryptoAPI използва ключ в регистрите на Windows за да съхранява сийд в бинари формат, постигнат чрез ентропия. 

Пътя до този ключ е следният: HKEY_LOCAL_MACHINE\SOFTWARE\Microsoft\Cryptography\RNG\Seed